# Kawagasa
Der Kawagasa ist ein Helm der von japanischen Soldaten und Dienern der Samurai getragen wurde.

## Beschreibung
Der Kawagasa besteht aus einem speziellen Leder (jap. Neri-Gawa). Das Leder wurde nach dem Gerben und Bearbeiten von beiden Seiten mit Lack überzogen, was das Leder sehr stabil und haltbar macht. Die Lackierung diente der Dekoration und dem Schutz des Leders vor Nässe. Die Kawagasa haben eine halbrunde Kalotte, sowie einen Augenschild, der vor Blendung schützen sollte, und einen kurzen Nackenschild. Auf der Oberseite ist meist ein verzierter Knopf (jap. Tehen-No-Kanamono) angebracht, der zur Verzierung und Befestigung eines Helmschmucks dient. Es gibt viele Versionen des Helmes.